# Profesionalen Futbolen Klub Botev Plovdiv 2008-2009
Questa voce raccoglie le informazioni riguardanti il Profesionalen Futbolen Klub Botev Plovdiv nelle competizioni ufficiali della stagione 2008-2009.

## Stagione
Nella stagione 2008-2009 il Botev Plovdiv ha disputato l'A PFG, massima serie del campionato bulgaro di calcio, terminando la stagione al tredicesimo posto con 30 punti conquistati in 30 giornate, frutto di 8 vittorie, 6 pareggi e 16 sconfitte. Nella Kupa na Bălgarija il Botev Plovdiv è sceso in campo dal secondo turno, venendo subito eliminato dal Liteks Loveč.

## Rosa
| N. |                     | Ruolo | Calciatore          |
| -- | ------------------- | ----- | ------------------- |
| 1  | Bulgaria (bandiera) | P     | Slavcho Toshev      |
| 2  | Bulgaria (bandiera) | D     | Vasil Vasilev       |
| 3  | Bulgaria (bandiera) | D     | Daniel Bozhkov      |
| 5  | Bulgaria (bandiera) | D     | Dobrin Orlovski     |
| 6  | Bulgaria (bandiera) | C     | Dimităr Petkov      |
| 7  | Bulgaria (bandiera) | C     | Georgi Avramov      |
| 8  | Ghana (bandiera)    | A     | Erick Kabu          |
| 9  | Nigeria (bandiera)  | C     | Omonigho Temile     |
| 10 | Bulgaria (bandiera) | C     | Todor Timonov       |
| 11 | Bulgaria (bandiera) | A     | Georgi Andonov      |
| 13 | Bulgaria (bandiera) | D     | Kostadin Gadžalov   |
| 14 | Bulgaria (bandiera) | C     | Nikolaj Harizanov   |
| 15 | Bulgaria (bandiera) | D     | Apostol Popov       |
| 16 | Bulgaria (bandiera) | D     | Nikolaj Aleksandrov |
| 17 | Bulgaria (bandiera) | C     | Krasimir Krastev    |
| 18 | Bulgaria (bandiera) | C     | Miroslav Todorov    |

| N. |                      | Ruolo | Calciatore            |
| -- | -------------------- | ----- | --------------------- |
| 19 | Bulgaria (bandiera)  | C     | Dimităr Vitanov       |
| 20 | Bulgaria (bandiera)  | C     | Nikolaj Mančev        |
| 21 | Camerun (bandiera)   | C     | Alfred Mapoka         |
| 22 | Bulgaria (bandiera)  | P     | Pavel Stanev          |
| 24 | Bulgaria (bandiera)  | D     | Ilian Garov           |
| 25 | Bulgaria (bandiera)  | D     | Zdravko Stankov       |
| 26 | Bulgaria (bandiera)  | A     | Jordan Etov           |
| 27 | Argentina (bandiera) | C     | Mauro Alegre          |
| 33 | Bulgaria (bandiera)  | A     | Georgi Semerdzhiev    |
| 36 | Bulgaria (bandiera)  | P     | Lilcho Arsov          |
|    | Bulgaria (bandiera)  | D     | Jordan Minev          |
|    | Italia (bandiera)    | D     | Francesco Tondo       |
|    | Bulgaria (bandiera)  | C     | Borislav Karamatev    |
|    | Bulgaria (bandiera)  | C     | Kalojan Karadzhinov   |
|    | Bulgaria (bandiera)  | C     | Dormushali Saidhodzha |
|    | Bulgaria (bandiera)  | C     | Velichko Velichkov    |

## Statistiche

### Statistiche di squadra
| Competizione      | Punti | In casa | In casa | In casa | In casa | In casa | In casa | In trasferta | In trasferta | In trasferta | In trasferta | In trasferta | In trasferta | Totale | Totale | Totale | Totale | Totale | Totale | DR  |
| Competizione      | Punti | G       | V       | N       | P       | Gf      | Gs      | G            | V            | N            | P            | Gf           | Gs           | G      | V      | N      | P      | Gf     | Gs     | DR  |
| ----------------- | ----- | ------- | ------- | ------- | ------- | ------- | ------- | ------------ | ------------ | ------------ | ------------ | ------------ | ------------ | ------ | ------ | ------ | ------ | ------ | ------ | --- |
| A PFG             | 30    | 15      | 6       | 3       | 6       | 22      | 21      | 15           | 2            | 3            | 10           | 9            | 29           | 30     | 8      | 6      | 16     | 31     | 50     | -19 |
| Kupa na Bălgarija | -     | -       | -       | -       | -       | -       | -       | 1            | 0            | 0            | 1            | 0            | 2            | 1      | 0      | 0      | 1      | 0      | 2      | -2  |
| Totale            | -     | 15      | 6       | 3       | 6       | 22      | 21      | 16           | 2            | 3            | 11           | 9            | 31           | 31     | 8      | 6      | 17     | 31     | 52     | -21 |